# Siri Bjerke

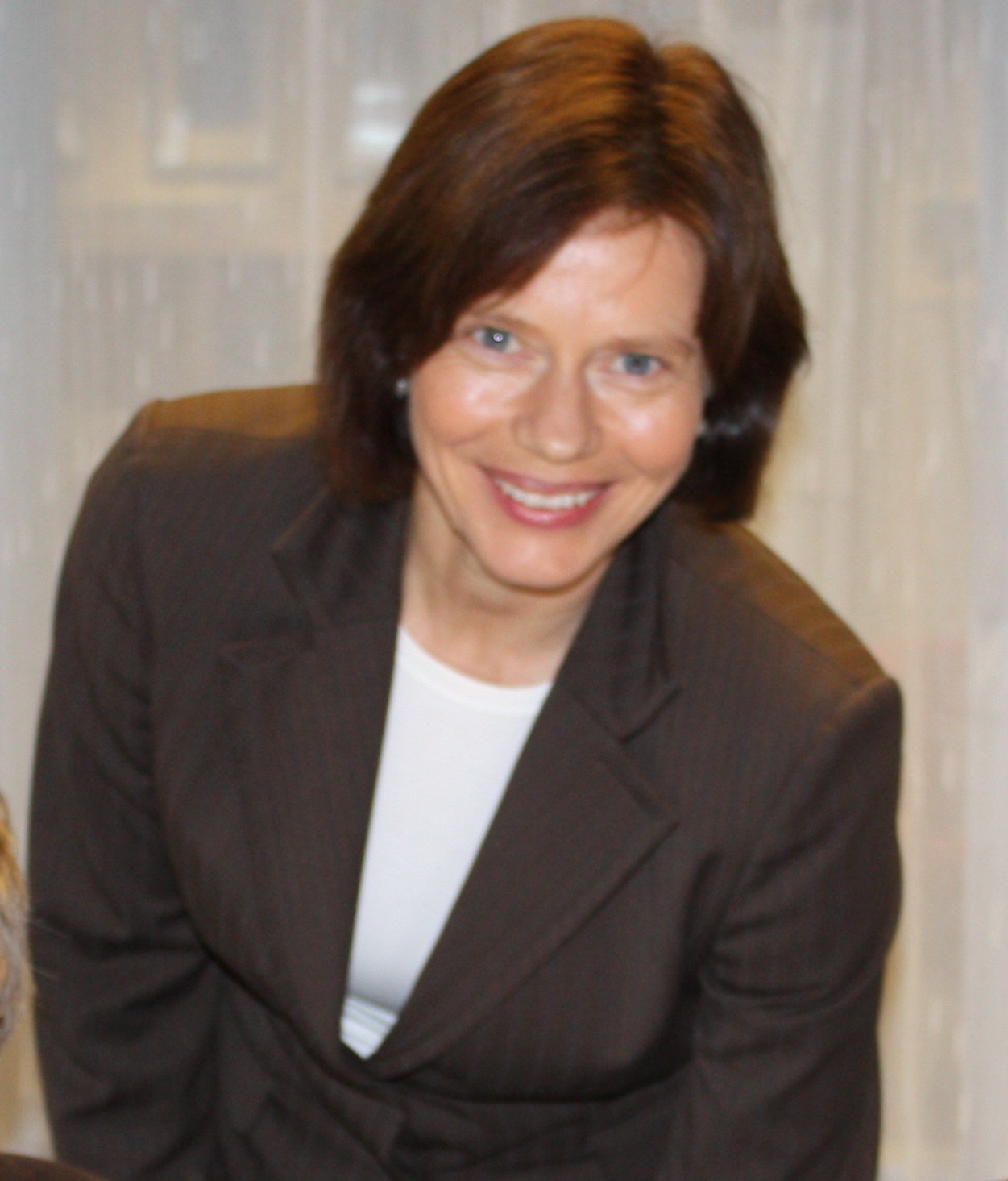
Siri Bjerke

Siri Bjerke (* 19. Juni 1958 in Oslo; † 11. Februar 2012) war eine norwegische Politikerin der Arbeiderpartiet (Ap) und unter anderem zwischen 2000 und 2001 Ministerin für Umweltschutz in der ersten Regierung von Ministerpräsident Jens Stoltenberg.

## Leben
Siri Bjerke war die Tochter von Juul Bjerke, einem Wirtschaftswissenschaftler und Staatssekretär im Finanzministerium, sowie die Schwester von Rune Bjerke, der seit 2007 Vorstandsvorsitzender des größten norwegischen Finanzdienstleistungsunternehmens DnB NOR ist.
Sie selbst begann nach dem Schulbesuch ein Studium der Psychologie an der Universität Oslo und zugleich ihre politische Laufbahn als Mitglied im Zentralvorstand des Arbeidernes Ungdomsfylking (AUF), des Jugendverbandes der Ap. Zugleich war sie Vertreterin des AUF im Landesrat der norwegischen Jugendverbände. Nachdem sie zwischen 1983 und 1986 Sekretär des Stadtrates von Oslo war, wurde sie Sekretär der Frauenbewegung der Ap und im Anschluss von 1986 bis 1993 Sekretärin des Vorstandes der Arbeiderpartiet für Internationales.
Siri Bjerke war in der dritten Regierung von Ministerpräsidentin Gro Harlem Brundtland sowie in der Regierung von deren Nachfolger Thorbjørn Jagland zwischen 1993 und 1997 Staatssekretärin im Außenministerium. Danach war sie zwischen 1997 und 2005 für die Ap Vararepresentant für das Storting.
Am 17. März 2001 wurde sie von Ministerpräsident Jens Stoltenberg als Ministerin für Umweltschutz in dessen erste Regierung berufen und hatte dieses Amt bis zum 19. Oktober 2001 inne.
Nachdem sie von 2002 bis 2005 Direktorin für Unternehmenspolitik des norwegischen Unternehmensverbandes Næringslivets Hovedorganisasjon war, wurde sie 2005 Abteilungsleiterin von Innovasjon Norge, einem 2004 gegründeten staatlichen Unternehmen, das sich mit Tourismus, Handel, Industrie- und Regionalentwicklung sowie Investitionsberatung befasst und die vier bis dahin für diese Themen zuständigen Behörden zusammenfasste. Diese Funktion hatte sie bis zu ihrem Tod aufgrund einer längeren Krebserkrankung inne.